# 苏启胜
苏启胜（1909年—1967年），福建永定古竹人，中国人民解放军将领、中国人民解放军开国少将。
曾任海军东海舰队政治部主任。1955年，授予中国人民解放军少将。后担任东海舰队副政治委员、海军政治部主任。